# Cmentarz w Kulnie
Cmentarz w Kulnie – nekropolia w Kulnie, pierwotnie unicka, następnie prawosławna, po II wojnie światowej współużytkowana przez prawosławnych i katolików.

## Historia i opis
Dokładna data powstania cmentarza nie jest znana. Został on urządzony na potrzeby miejscowej ludności wyznania unickiego. Wskutek likwidacji unickiej diecezji chełmskiej w 1875 został przemianowany na prawosławny, tak, jak miejscowa cerkiew św. Michała Archanioła. Cmentarz był użytkowany przez miejscową ludność prawosławną do końca II wojny światowej i wysiedlenia niemal wszystkich Ukraińców wyznania prawosławnego z Kulna (pozostały 93 osoby). Po wojnie został opuszczony, a według relacji prawosławnych kapłanów Michała Kaliny i Aleksego Baranowa także zdewastowany – rozbito część nagrobków, zniszczono ogrodzenie. W latach 50. XX wieku cerkiew w Kulnie została jednak otwarta ponownie, a od 1972 na mocy porozumienia obu Kościołów jest współużytkowana przez prawosławnych i katolików. Dwuwyznaniowy stał się również cmentarz w Kulnie. Cmentarz znajduje się na północny wschód od wsi, na pagórkowatej polanie w lesie.
Na terenie nekropolii znajduje się największa na terenie gminy Kuryłówka liczba nagrobków dawnych ukraińskich mieszkańców tego obszaru. Zachowało się kilkadziesiąt pomników nagrobnych sprzed II wojny światowej, w tym najstarsze z końca XIX w. Mają one kształt stell zwieńczonych krucyfiksami, krzyżami prawosławnymi lub krzyżami łacińskimi z wyrzeźbionymi krzyżami prawosławnymi; inne pomniki mają postać postumentów z inskrypcjami. Na cmentarzu zachował się także metalowy, ażurowy, bogato zdobiony krzyż z płaskorzeźbą anioła na przecięciu ramion otoczony metalowym ornamentalnym ogrodzeniem wzniesiony na grobie podpułkownika rosyjskiej straży granicznej Piotra Sokołowskiego.

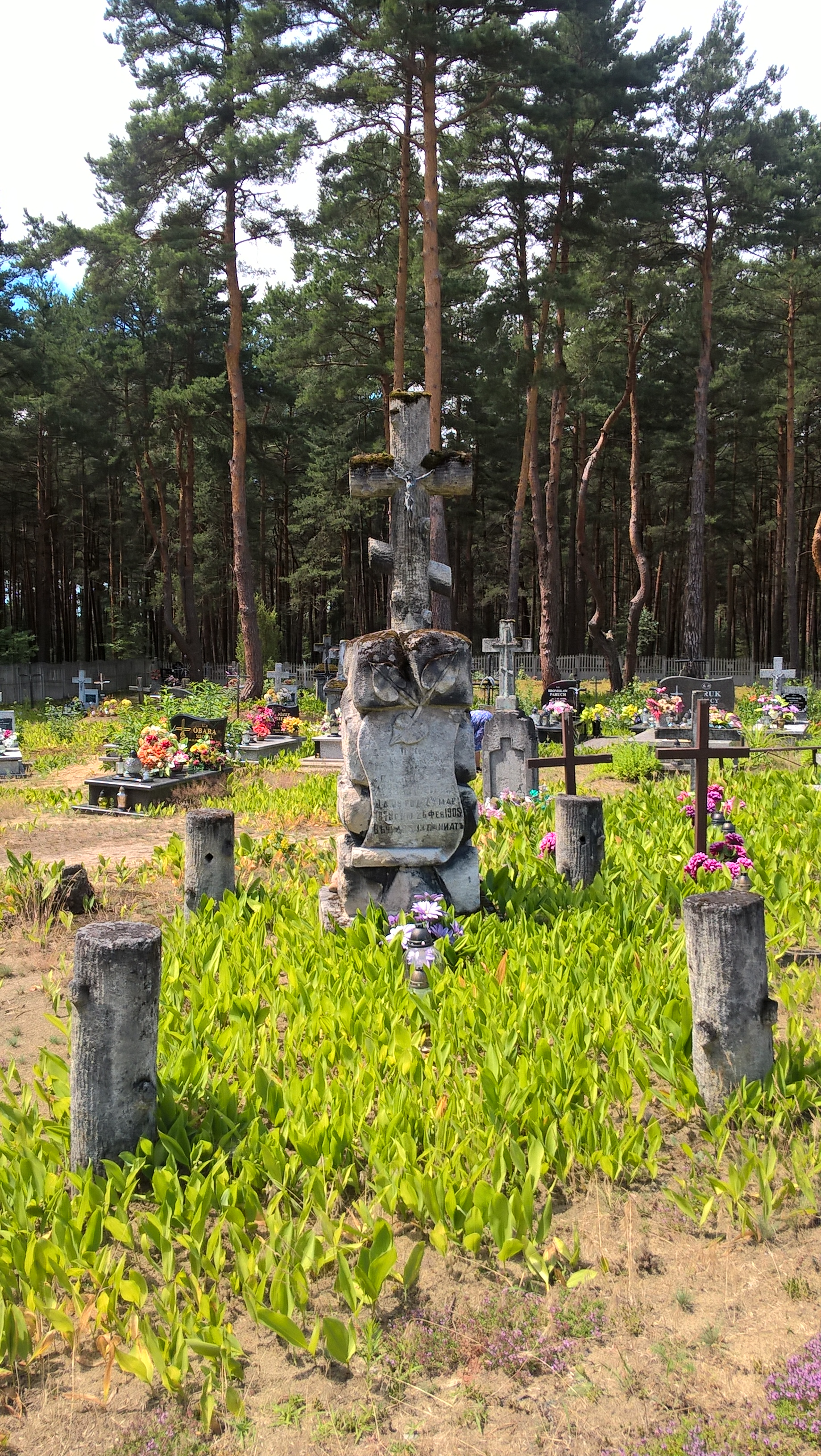
Nagrobek z 1905
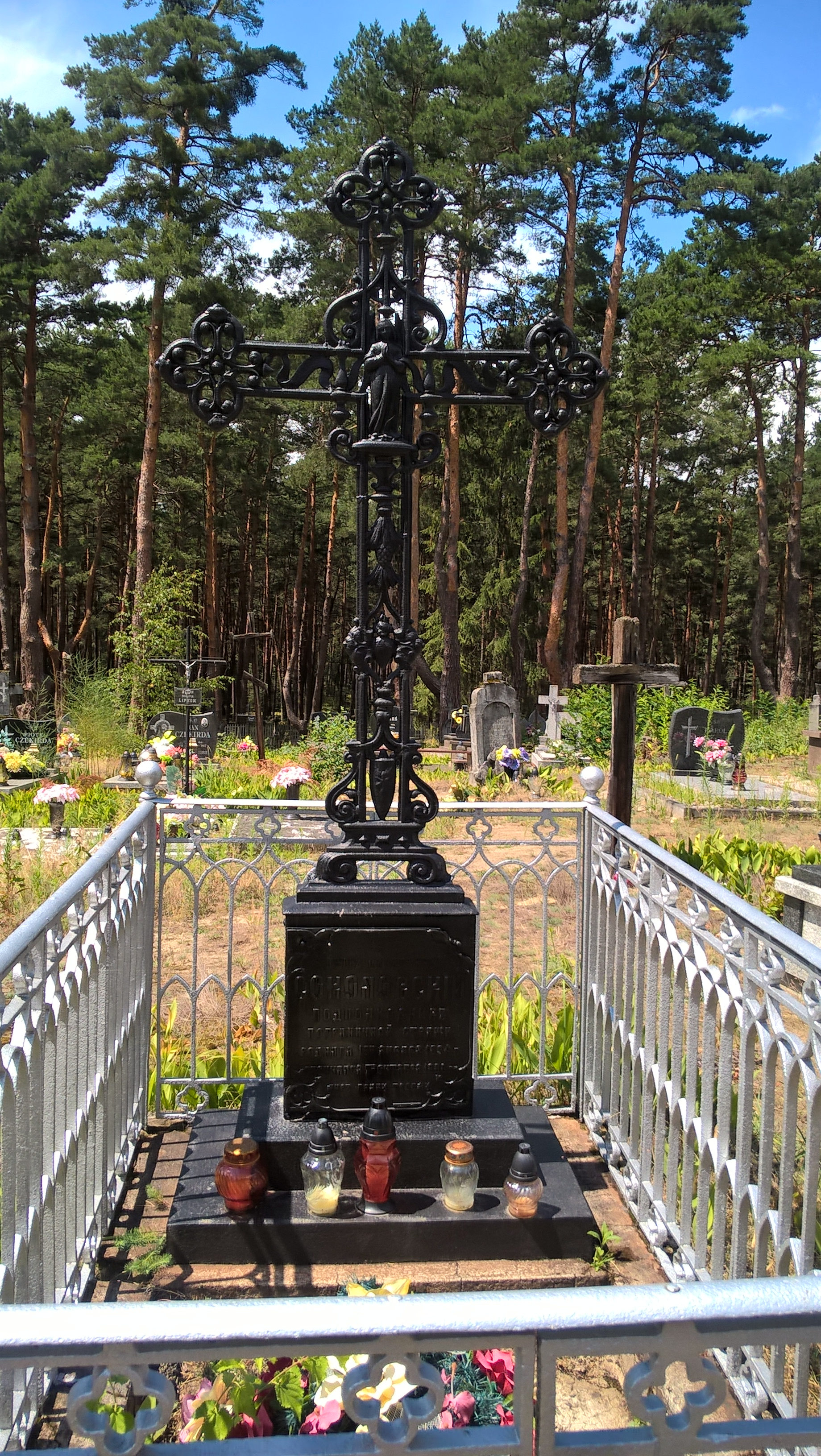
Grób podpułkownika straży granicznej Sokołowskiego z 1895
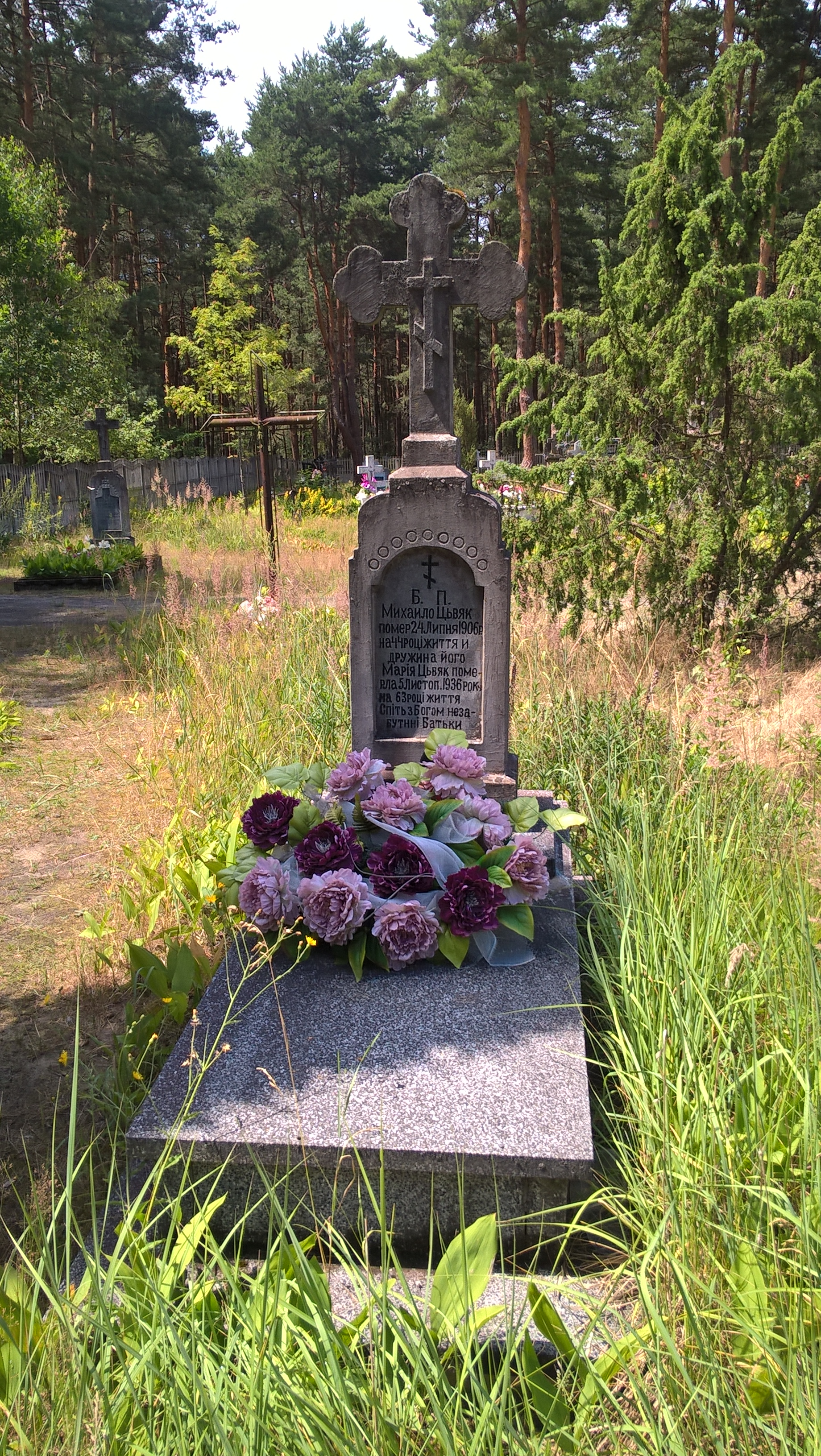
Nagrobek z 1936 z inskrypcją w j. ukraińskim
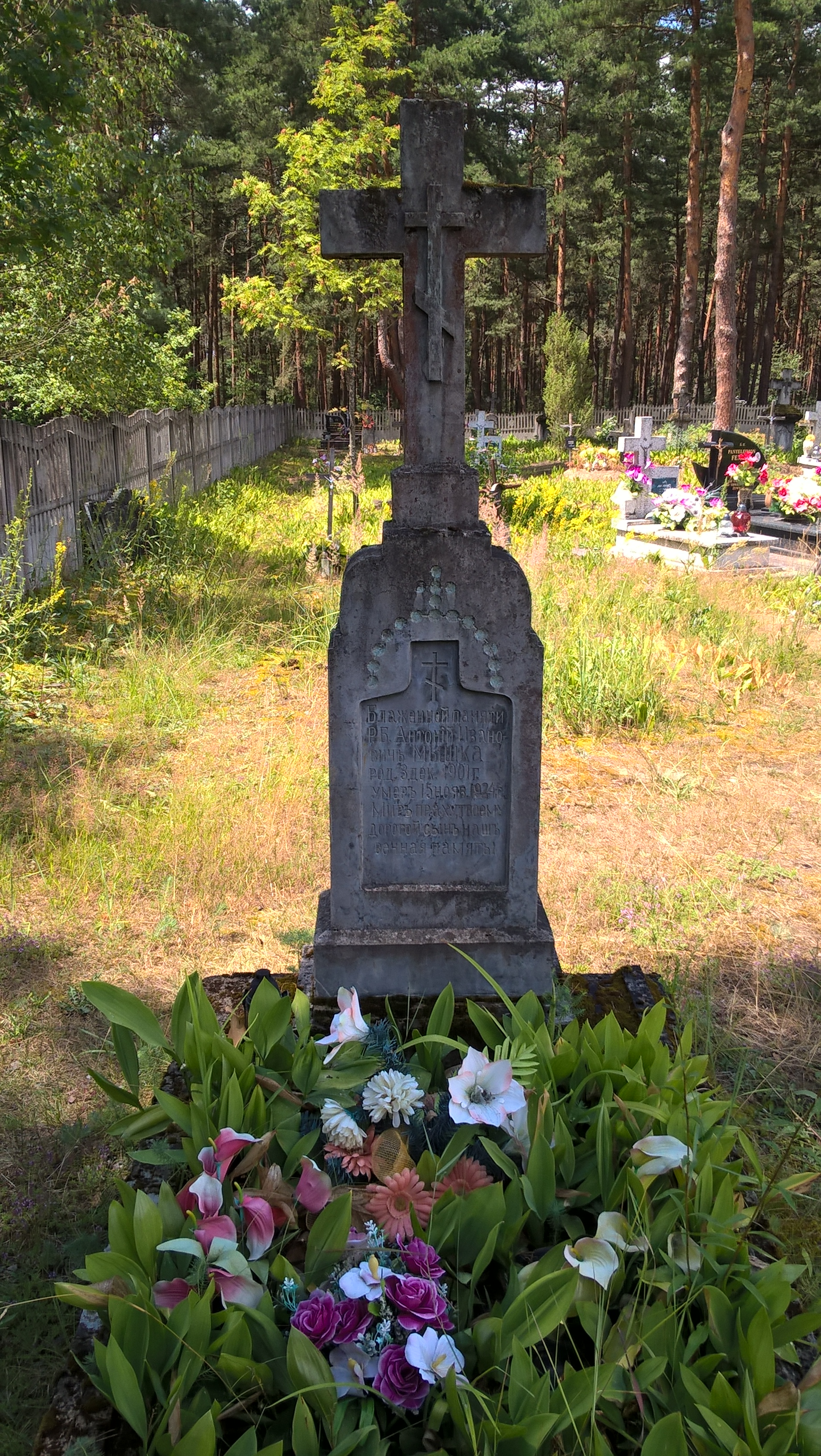
Nagrobek z 1924 z inskrypcją cerkiewnosłowiańską